# 卡富埃国家公园
卡富埃国家公园（英語：Kafue National Park）是赞比亚最大的国家公园，非洲最大的天然动物园之一。位于赞比亚中西部，卡富埃河中游右岸。该地是多种野生动物的栖息地。著名的旅游胜地。